# Distrikt Cullhuas
Der Distrikt Cullhuas liegt in der Provinz Huancayo in der Region Junín in Zentral-Peru. Der Distrikt wurde am 23. April 1954 gegründet. Er besitzt eine Fläche von 111 km². Beim Zensus 2017 wurden 1416 Einwohner gezählt. Im Jahr 1993 lag die Einwohnerzahl bei 3155, im Jahr 2007 bei 2583. Sitz der Distriktverwaltung ist die 3663 m hoch gelegene Ortschaft Cullhuas mit 383 Einwohnern (Stand 2017). Cullhuas befindet sich knapp 18 km südlich der Provinz- und Regionshauptstadt Huancayo.

## Geographische Lage
Der Distrikt Cullhuas befindet sich im Andenhochland im Südosten der Provinz Huancayo. Der Río Mantaro fließt entlang der südwestlichen Distriktgrenze in Richtung Südsüdost.
Der Distrikt Cullhuas grenzt im Südwesten an die Distrikte Colca und Chupuro, im Nordwesten an den Distrikt Huacrapuquio, im Nordosten an den Distrikt Pucará sowie im Südosten an die Distrikte Pazos und Ñahuimpuquio (beide in der Provinz Tayacaja).

## Ortschaften
Im Distrikt gibt es neben dem Hauptort folgende größere Ortschaften:
- Chucos
- Dos de Mayo
- Pampa Cruz
- San Pedro de Pihuas